# Dinotettix major
Dinotettix major är en insektsart som beskrevs av Bolívar, I. 1905. Dinotettix major ingår i släktet Dinotettix och familjen torngräshoppor. Inga underarter finns listade i Catalogue of Life.